# علی المهندی
علی المهندی (انگلیسی: Ali Al-Muhannadi؛ زادهٔ ۱۱ سپتامبر ۱۹۹۳) یک بازیکن فوتبال اهل قطر است.